# 桂花镇 (彭州市)
桂花镇，是中华人民共和国四川省成都市彭州市下辖的一个乡镇级行政单位。2019年12月，撤销磁峰镇，将其所属行政区域划归桂花镇管辖，桂花镇人民政府驻金桂西街264号。

## 行政区划
桂花镇下辖以下地区：
桂花场社区、丰乐场社区、高峰村、利济村、衡州村、一龙村、龙头村、灯塔村、双林村、清桥村、三圣村、双红村、石花村、插旗村、红石桥村和沂水村。